# リライアント・エナジー
リライアント・エナジー (Reliant Energy) は、アメリカ合衆国テキサス州を中心とした、電力販売ブランドである。
かつてはテキサス州ヒューストンのリライアント・エナジー社 (NYSE: RRI) が保有していたが、現在のオーナーはヒューストンとニュージャージー州プリンストンに本社を置くNRGエナジー社 (NRG Energy, Inc.; NYSE: NRG) である。

## 歴史
2002年、リライアント・エナジー社は、買収したセンターポイント・エナジー社 (CenterPoint Energy, Inc.) を株式交換により親会社とし、また、リライアント・エナジー・ブランドのもと電力販売を行う子会社リライアント・リソーセズ社 (Reliant Resources, Inc.) を分割した。
2009年、NRGエナジー社 (NRG Energy, Inc.) が、リライアント・エナジーの電力販売事業を買収した。これにより、「リライアント・エナジー」はNRGエナジー社のブランドとなり、旧リライアント・エナジー社はRRIエナジー社 (RRI Energy, Inc.) と商号変更した。この「RRI」はNYSEコードから採られた。
2010年12月、RRIエナジーはミラント (Mirant) と合併し、ジェノン・エナジー社 (GenOn Energy, Inc.) となった。
2012年、NRGエナジーは、ジェノン・エナジー社を買収した。

## 命名権
ヒューストンの複合施設リライアント・パーク (Reliant Park) の命名権を取得している（現在はNRG社が保有）。またそれには、パーク内の以下の施設を含む。
- リライアント・アストロドーム (Reliant Astrodome)
- リライアント・アリーナ (Reliant Arena)
- リライアント・スタジアム (Reliant Studiam)
- リライアント・センター (Reliant Center)

## リライアント・エナジー社
リライアント・エナジー社は、アメリカ合衆国テキサス州に本拠をおいていた。ニューヨーク証券取引所上場。テキサス州、ペンシルベニア州、ニュージャージー州、メリーランド州で電力供給業務を行なっていた。
2009年、電力販売事業および「リライアント・エナジー」ブランドをNRGエナジー社に売却。残りも、RRIエナジー社と商号変更、2010年に合併によりジェノン・エナジー社となったのち、2012年にNRGエナジーの子会社となった（詳細は#歴史を参照）。